# Mark Azadovsky
Mark Konstantinovitch Azadovsky (en russe : Марк Константи́нович Азадо́вский), né le 18 décembre 1888 à Irkoutsk, mort le 24 novembre 1954 à Leningrad, est un spécialiste russe et soviétique de famille juive des contes populaires et de la littérature russe.

## Biographie
Directeur du Département de folklore de l'Université d'État de Leningrad pendant les campagnes « anticosmopolites » de 1948-1953, il est dénoncé et démis de ses fonctions (il est notamment accusé d'avoir calomnié le grand poète national  Pouchkine en suggérant que celui-ci ait pu être influencé par la littérature occidentale) en même temps que Boris Eichenbaum, Viktor Jirmounsky et Grigory Goukovsky. Leurs travaux scientifiques sont effacés des revues littéraires et leurs noms supprimés de tous les index, notes et bibliographies. Après son expulsion de l'Université de Leningrad, Azadovsky commence à souffrir de troubles cardiaques, dont les complications le mènent à la mort en 1954.
Azadovsky était membre de l'Union des écrivains soviétiques. Dans le domaine du folklore, son œuvre de référence reste l’Histoire de la folkloristique russe (История русской фольклористики, 2 tomes, 1958—1963). Il avait lui-même collecté des contes populaires dès 1915 en Sibérie, mais une bonne partie du matériau récolté a été perdue ensuite à l'Université de Saint-Pétersbourg (Petrograd à l'époque).
Son fils Konstantin (né en 1941) est lui aussi historien de la littérature.